# Johann Peter Gustav Lejeune Dirichlet
Johann Peter Gustav Lejeune Dirichlet [ləˈʒœn diʀiˈkle] (13 tháng 2 năm 1805 – 5 tháng 5 năm 1859) là một nhà toán học người Đức được cho là người đưa ra định nghĩa hiện đại của hàm số.
Gia đình ông xuất thân từ thị trấn Richelette ở Bỉ, do đó mà họ của ông là "Lejeune Dirichlet" (''le jeune de Richelette'') tiếng Pháp nghĩa là "chàng trai trẻ từ Richelette") được đặt theo, và đó là nơi ông nội ông sống.
Dirichlet được sinh ra ở Düren, nơi cha ông là một đứng đầu một trạm bưu điện. Ông được giáo dục ở Đức, và sau đó là Pháp, nơi ông học hỏi từ hầu hết các nhà toán học nổi tiếng nhất thời đó. Ông cũng học từ Georg Ohm. Bài báo đầu tiên của ông là về định lý Fermat bao gồm một phần của chứng minh cho trường hợp {\displaystyle n=5}, được hoàn thiện bởi Adrien-Marie Legendre, một trong những người referees. Dirichlet cũng hoàn thiện chứng minh của ông trong cùng một thời gian; sau đó ông đã đưa ra toàn bộ lời giải cho trường hợp {\displaystyle n=14}.
Vào năm 1831, ông thành hôn với Rebecca Henriette Mendelssohn Bartholdy, một cô gái thuộc gia đình danh giá đã chuyển đổi từ đạo Do Thái sang Thiên chúa giáo; cô là cháu gái của triết gia Moses Mendelssohn, con gái của Abraham Mendelssohn Bartholdy và là em của nhà soạn nhạc Felix Mendelssohn Bartholdy và Fanny Mendelssohn.
Ferdinand Eisenstein, Leopold Kronecker, và Rudolf Lipschitz là học trò của ông. Sau khi ông qua đời, các bài giảng của Dirichlet và các kết quả khác trong ngành số học được sưu tập, biên khảo và xuất bản bởi đồng nghiệp và cũng là bạn ông là nhà toán học Richard Dedekind dưới tựa đề Vorlesungen über Zahlentheorie (Các bài giảng về số học)